# 彼得斯堡 (印地安納州)
彼得斯堡（英語：Petersburg）是一個位於美國印地安納州派克縣的城市。根據2010年美國人口普查，該地人口為2383人，而該地的面積約為3.81平方千米。同時該地也是派克縣的縣治。

## 地理
彼得斯堡的座標為38°29′30″N 87°16′49″W / 38.49167°N 87.28028°W，而該地的平均海拔高度為147米（即482英尺）。